# Карери
Карери је насеље у Италији у округу Ређо ди Калабрија, региону Калабрија.
Према процени из 2011. у насељу је живело 684 становника. Насеље се налази на надморској висини од 333 м.

## Становништво
| 1951. | 1961. | 1971. | 1981. | 1991. | 2001. | 2011. |
| ----- | ----- | ----- | ----- | ----- | ----- | ----- |
| 2.953 | 2.965 | 2.679 | 2.470 | 2.536 | 2.443 | 2.410 |